# Clavija
Clavija é um género botânico pertencente à família Theophrastaceae.